# 格利尼齊亞 (拉多梅什利區)
50°26′38″N 29°6′27″E / 50.44389°N 29.10750°E
格利尼齊亞（烏克蘭語：Глиниця）是烏克蘭北部的村莊，隸屬日托米爾州的日托米爾區。該村面積0.7平方公里，海拔高度174米，2001年該村落人口126。